# 4639 Minox
4639 Minox је астероид главног астероидног појаса са средњом удаљеношћу од Сунца која износи 2,557 астрономских јединица (АЈ).
Апсолутна магнитуда астероида је 13,1.